# Goldsboro (Maryland)
Goldsboro – miasto w Stanach Zjednoczonych, w stanie Maryland, w hrabstwie Caroline.